# The Adventures of Dollie
The Adventures of Dollie (alternative Titel The Adventures of Dolly und The Adventure of Dollie) ist ein US-amerikanisches Stummfilmdrama, in dem David Wark Griffith sein Debüt als Regisseur gibt. Der 217,32 m lange Film wurde in Schwarzweiß in Sound Beach, Connecticut gedreht und am 14. Juli 1908 erstmals aufgeführt.

## Handlung
Vater und Mutter gehen an einem sonnigen Tag mit ihrer Tochter Dollie spazieren. Ein Zigeuner möchte der Mutter Gefäße verkaufen. Als sie keinerlei Interesse zeigt, versucht er, sie zu bestehlen. Ihr Ehemann eilt herbei, verprügelt und verjagt den Zigeuner. Aus Rache entführt dieser Dollie und versteckt sie in seinem Lager in einem Fass. Obwohl die Eltern umgehend ihre Tochter suchen und auch den Pferdewagen des Zigeuners nicht auslassen, finden sie das Mädchen nicht. Die Zigeuner laden das Fass in den Wagen und ziehen weiter. Beim Durchqueren eines Flusses verlieren sie es aber, so dass es im Wasser treibt und gefährliche Stromschnellen passieren muss, ehe es schließlich von einem Jungen ans Ufer gezogen wird. Der herbeieilende Vater befreit Dollie und nimmt sie wieder in seine Arme.